# Christopher Yost
Christopher Yost est un scénariste et auteur de bande dessinée américain né le 21 février 1973 à Saint-Louis au Missouri. Il est principalement connu pour avoir scénarisé plusieurs films de l'Univers cinématographique Marvel comme Thor : Ragnarok et Thor : Le Monde des ténèbres ou pour avoir écrit plusieurs épisodes de la série de bandes dessinées sur le personnage de X-23 avec son collaborateur Craig Kyle.

## Filmographie

### Scénariste
- 2004-2005 : Batman : 4 épisodes
- 2005 : X-Men: Evolution : 4 épisodes
- 2005 : Alien Racers
- 2005-2008 : Les Tortues Ninja : 17 épisodes
- 2006 : Ultimate Avengers
- 2006 : Shuriken School : 1 épisode
- 2006 : Legend of the Dragon : 1 épisode
- 2006-2010 : Les Quatre Fantastiques : 23 épisodes
- 2008 : Next Avengers: Heroes of Tomorrow
- 2008-2009 : Wolverine et les X-Men : 8 épisodes
- 2008-2012 : Iron Man: Armored Adventures : 20 épisodes
- 2009 : Hulk Vs
- 2013 : Thor : Le Monde des ténèbres
- 2014 : Les Tortues Ninja : 1 épisode
- 2016 : Max Steel
- 2016-2018 : Star Wars Rebels : 5 épisodes
- 2017 : Thor : Ragnarok
- 2019 : The Mandalorian : 1 épisode
- 2020 : Masters of the Universe
- 2020 : Cowboy Bebop : 1 épisode
- 2023 : Star Wars: The Bad Batch : 1 épisode

### Producteur
- 2020 : Cowboy Bebop

## Bande dessinée
- Marvel Comics :
  - Vengeurs :
    - Avengers: Earth's Mightiest Heroes
    - Spider-Island: Avengers
    - Avengers Prelude
    - Marvel Universe Avengers: Earth's Mightiest Heroes
    - AvsX
    - A+X

  - Spider-Man :
    - Spider-Man Unlimited
    - The Many Loves of The Amazing Spider-Man
    - Fear Itself: Spider-Man
    - Scarlet Spider
    - Avenging Spider-Man
    - Superior Spider-Man Team-Up

  - X-23 :
    - X-23: Innocence Lost
    - X-23: Target X

  - X-Force :
    - X-Force
    - X-Force/Cable: Messiah War
    - X-Force: Sex and Violence

  - X-Men :
    - X-Men Unlimited
    - New X-Men: Academy X
    - X-Men: Emperor Vulcan
    - X-Men Origins: Colossus
    - X-Men: Divided We Stand
    - X-Men: Worlds Apart
    - X-Men: Kingbreaker
    - Psylocke
    - Nation X
    - X-Men: Second Coming
    - X-Men: Second Coming - Revelations: Hellbound
    - X-Men: To Serve and Protect
    - X-Men: Giant Size
    - X-Men
    - Amazing X-Men

  - Nick Fury :
    - Fury's Big Week

  - Autres :
    - Wolverine: Killing Made Simple
    - Secret Invasion
    - Runaways
    - Marvel Assistant-Sized Spectacular
    - Ender's Game: Battle School
    - Ender's Game: Command School
    - Breaking Into Comics the Marvel Way!
    - Battle Scars
    - Point One
    - New Warriors
    - M.O.D.O.K. Assassin
- DC Comics :
  - Batman: Battle for the Cowl - The Underground
  - Red Robin
  - Titans
  - Batman: Streets of Gotham
- Image Comics :
  - Killer of Demons